# Jajo alecytalne
Jajo alecytalne (bezżółtkowe) – komórka jajowa pozbawiona substancji odżywczych, prawie niezawierająca żółtka. Jaja tego rodzaju ulegają bruzdkowaniu całkowitemu regularnemu, powstające komórki są podobnego kształtu i wielkości. Z powodu braku substancji odżywczych rozwój embrionalny musi przebiegać w organizmie macierzystym. Przykładem są jaja strzykw, większości ssaków i niektórych organizmów pasożytniczych.